# Chris Smith (Politiker)

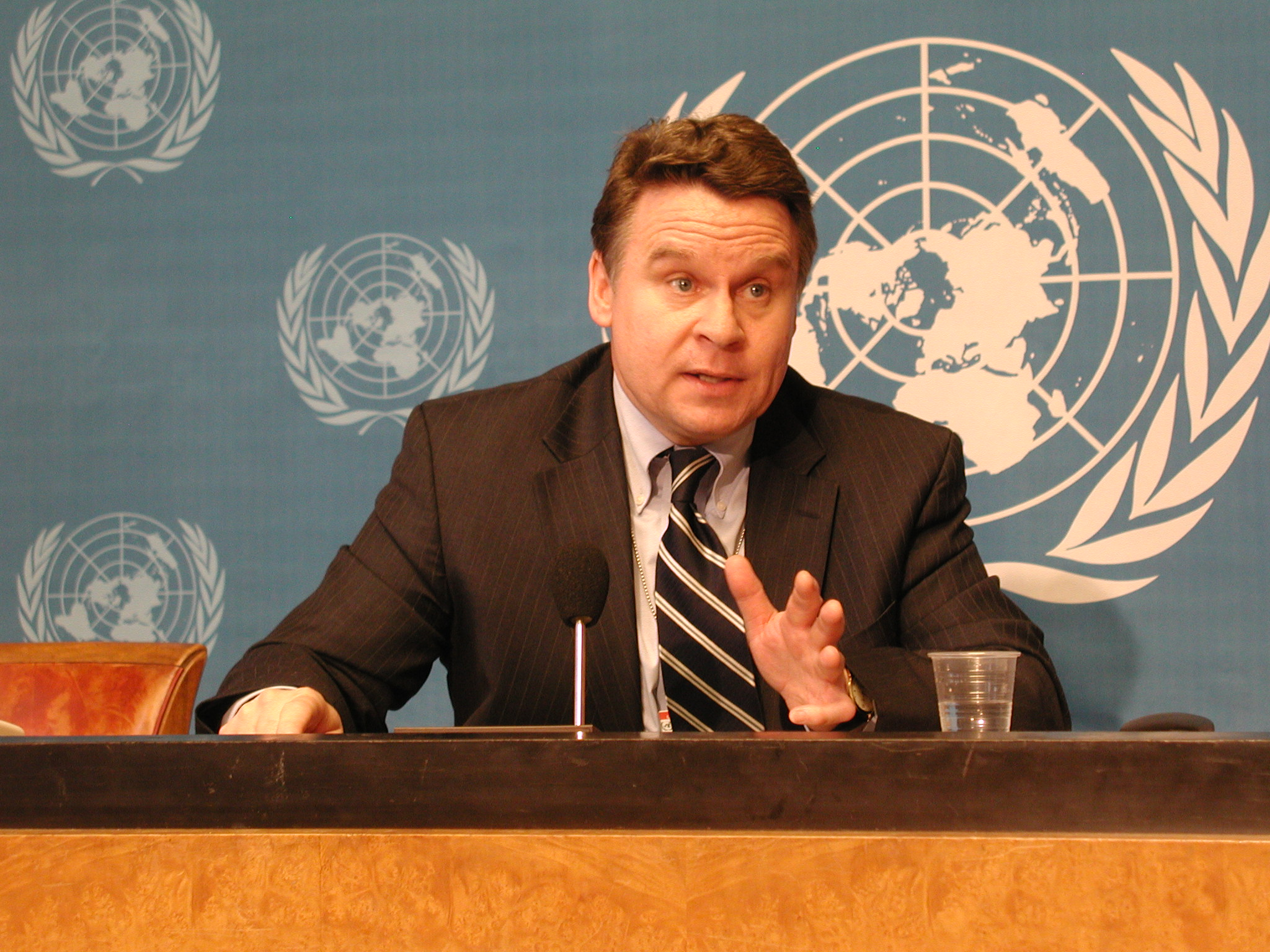
Chris Smith

Christopher Henry „Chris“ Smith (* 4. März 1953 in Rahway, New Jersey) ist ein US-amerikanischer Politiker. Seit 1981 vertritt er den Vierten Wahlkreis aus dem Bundesstaat New Jersey im US-Repräsentantenhaus.

## Werdegang
Chris Smith besuchte bis 1971 die St. Mary’s High School in Perth Amboy. Anschließend war er bis 1975 am Trenton State College. 1974 studierte er zwischenzeitlich am Worcester College der University of Oxford. In den folgenden Jahren arbeitete er in der Sportartikelbranche. Politisch war er ursprünglich Mitglied der Demokratischen Partei. Im Jahr 1978 wechselte er zu den Republikanern. 1978 kandidierte er noch erfolglos für das US-Repräsentantenhaus. Im Jahr 1979 arbeitete er für die New Jersey Legislature.
Bei den Kongresswahlen des Jahres 1980 wurde Smith im vierten Wahlbezirk von New Jersey in das US-Repräsentantenhaus in Washington, D.C. gewählt, wo er am 3. Januar 1981 die Nachfolge des am 29. Dezember 1980 zurückgetretenen Frank Thompson antrat. Dieser war bei der Wahl gegen Smith unterlegen, was auch mit einer Korruptionsaffäre im Zusammenhang mit der Abscam-Untersuchung durch das FBI zu tun hatte; Thompson wurde 1981 deshalb zu drei Jahren Gefängnis verurteilt.
Nach bisher 22 Wiederwahlen, einschließlich der des Jahres 2024, kann Smith sein Mandat im Kongress bis heute ausüben. Seine aktuelle Legislaturperiode im Repräsentantenhaus des 119. Kongresses läuft bis Anfang 2027.
Er ist bzw. war Mitglied im Auswärtigen Ausschuss und in der Kommission für Sicherheit und Zusammenarbeit in Europa sowie in mehreren Unterausschüssen. Zwischen 2001 und 2005 war er Vorsitzender des Veteranenausschusses. In seine Zeit als Kongressabgeordneter fielen die Terroranschläge am 11. September 2001, der Irakkrieg und der Militäreinsatz in Afghanistan. Sein hauptsächliches Augenmerk gilt der weltweiten Einhaltung von Menschenrechten unter anderem als Verfasser des Victims of Trafficking and Violence Protection Act von 2000 und mehrerer Folgegesetze. Er hat sein Mandat und seine Vorsitze von verschiedenen Ausschüssen, genutzt, um eine vehemente Überwachung von Menschenrechtsverletzungen durchzuführen, Handlungen, die ihm bei misshandelnden Nationen Verachtung eingebracht haben. Des Weiteren setzt sich Smith gegen das verdeckte Tragen von Schusswaffen ein. Im Jahr 2016 war er einer von nur vier Republikanern, die von der Brady Campaign to Prevent Gun Violence eine 100-prozentige Bewertung erhielten, und erhielt im Allgemeinen niedrige oder mittlere Bewertungen von den Pro-Waffen-Organisationen Gun Owners of America und der National Rifle Association. Smith war einer von fünf Republikanern, die im 116. Kongress das Gesetz HR 8 mit unterstützten, das obligatorische Hintergrundüberprüfungen für Waffenverkäufe vorschreiben würde. Zu guter Letzt engagiert er sich mit Nachdruck im Kampf gegen Abtreibungen. Er wird seit Jahren in seinen Wahlkämpfen von der Pro-Life-Gruppierung National Right to Life Committee unterstützt.
Eines seiner politischen Anliegen im Kongress war die Verabschiedung des sogenannten Global Online Freedom Act. Dieses Gesetz zur Freiheit des Internetverkehrs wurde mit der offiziellen House Resolution  (H.R.) 491 am 4. Februar 2013 im Kongress eingebracht aber nicht während der Legislaturperiode des 113. Kongresses verabschiedet.
Seit dem Tod Don Youngs am 18. März 2022 ist Smith gemeinsam mit Hal Rogers der dienstälteste Abgeordnete des Repräsentantenhauses. Der Titel des Dean of the House fällt jedoch Rogers zu, da bei Abgeordneten, deren Amtszeit am selben Tag begann, das Alphabet entscheidet.
Smith ist verheiratet und lebt privat in Hamilton, New Jersey.